# Stéphanie Obertin
Stéphanie Obertin, née le 13 mai 1974 à Luxembourg, est une femme politique et médecin luxembourgeoise qui est ministre de la Digitalisation et de l'Enseignement supérieur et de la Recherche depuis le 17 novembre 2023.

## Biographie

### Carrière médicale
En tant que médecin généraliste, Stéphanie Obertin est présidente des médecins généralistes du Luxembourg de 2019 à 2022,. Elle étudie la médecine à Strasbourg et Nancy avant d'exercer à Bonnevoie pendant 16 ans.

### Carrière politique
Stéphanie Obertin appartient au gouvernement Frieden-Bettel, une coalition entre le Parti populaire chrétien-social (CSV) et le Parti démocrate (DP) et est nommée ministre de la digitalisation, ainsi que de l'Enseignement supérieur et de la Recherche. Sa nomination est une surprise puisqu'elle n'était que la 11e candidate sur la liste du Parti Démocrate, le parti démocrate.
Le 22 mars 2024, plusieurs sites internet institutionnels luxembourgeois, comme ceux du gouvernement, de la Chambre des Députés, ou de la plateforme de démarches en ligne MyGuichet, font l'objet d'une cyberattaque DDoS, supposément par des hackers russes, les rendant inaccessibles. Stéphanie Obertin est alors chargée de présider une cellule de crise visant à gérer la situation.